# 천극 (연극)

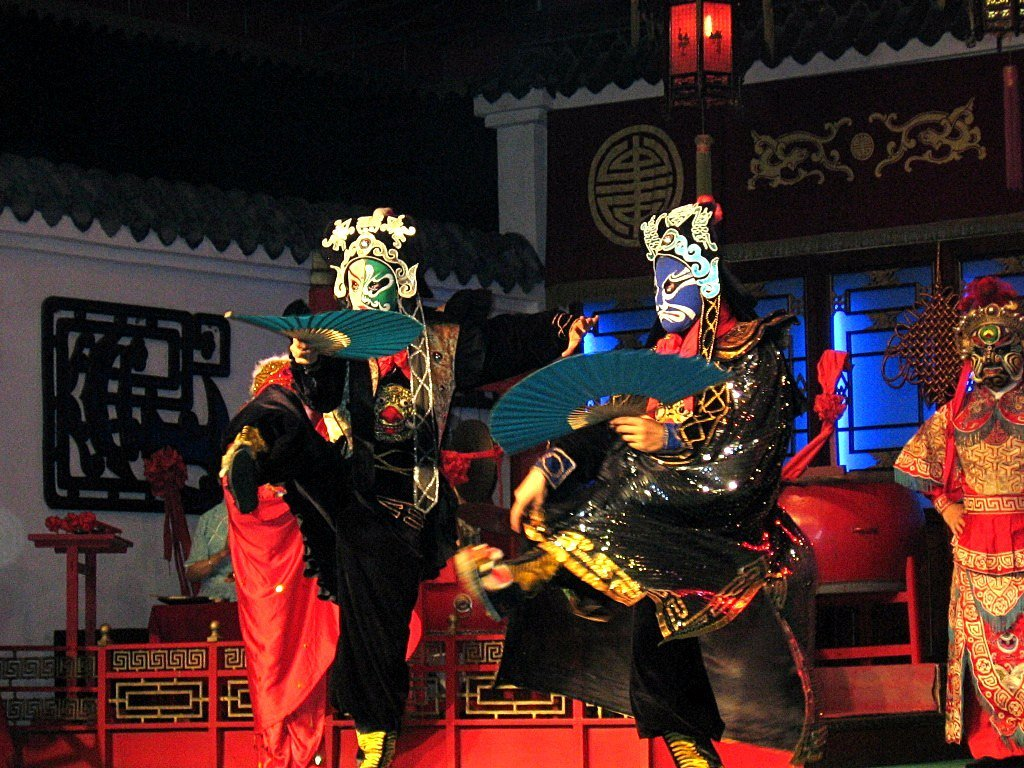
천극을 연기하고 있는 배우들

천극(중국어 간체자: 川剧, 정체자: 川劇, 병음: Chuānjù)은 중국 쓰촨성을 대표하는 지방극이다. 쓰촨성은 예로부터 지역적으로 중원과 떨어져 있고 서역과 가까워 중원 문화와는 차별되는 독특한 문화 양식을 발전시켰다. 일찍이 당나라 때는 촉나라의 연극이 천하에서 으뜸이라는 말이 전해질 정도로 천극은 여타 지역의 연극과 비교되는 특색 있는 무대로 주목을 받았다.
현재의 천극은 쓰촨 지역에 내려오는 민간 전통의 곡예와 기예를 근간으로 각 지역의 연기와 소리를 흡수하여 만들어진 것이다. 특히 천극에는 쓰촨 방언의 독특한 매력이 있으며 노래를 부르는 창법 역시 지역적 특색이 뚜렷하다. 특별한 기예를 도입하고 연주에 있어서도 선율 변화를 주어 흥을 살림으로써 역동적인 무대를 연출한다는 점이 있다. 그 중에서도 순식간에 얼굴을 바꾸는 변검은 천극의 대표적인 기예 중 하나이다.